# Burke County (Georgia)
Burke County is een county in de Amerikaanse staat Georgia.
De county heeft een landoppervlakte van 2.151 km² en telt 22.243 inwoners (volkstelling 2000). De hoofdplaats is Waynesboro.